# Mojca Funkl
Mojca Funkl, slovenska gledališka, televizijska in filmska igralka, * 9. april 1976, Ljubljana.
Leta 2001 je diplomirala na Akademiji za gledališče, radio, film in televizijo v Ljubljani in se zaposlila v Slovenskem ljudskem gledališču Celje, od leta 2002 je članica ansambla Mestnega gledališča ljubljanskega. Nastopila je v več kratkih in celovečernih filmih ter serijah v slovenski produkciji.

## Zasebno življenje
Poročena je bila z igralcem Gregorjem Grudnom, s katerim ima dva sinova. Ločila sta se leta 2017.

## Filmografija
- V imenu ljudstva 3 (2023, TV serija)
- Sekirca v med (2021, TV serija)
- Reka ljubezni (2017–19, TV-nadaljevanka)
- Ivan (2017, celovečerni igrani film)
- Usodno vino (2015−17, TV-nadaljevanka)
- Živalski vrt (2015, kratki igrani film)
- Adria Blues (2013, celovečerni igrani film)
- Čista desetka (2013, TV nadaljevanka)
- Niti (2011, kratki igrani film)
- Zmaga ali kako je Maks Bigec zasukal kolo zgodovine (2011, celovečerni igrani film)
- Moški (2010, kratki igrani film)
- Skriti spomin Angele Vode (2009, celovečerni igrani TV film)
- Dan v Benetkah (2008, kratki igrani film)
- Vučko (2007, kratki igrani film)
- Kratki stiki (2006, celovečerni igrani film)
- Ljubljana je ljubljena (2005, celovečerni igrani film)
- Orgazmus (2002, študijski igrani film)
- Avto (2001, TV etuda)
- Peta hiša na levi (2000, TV nadaljevanka)
- Vojna Zvezdič (1999, TV etuda)